# Bảo tàng Những năm học của Stefan Żeromski
Bảo tàng Những năm học của Stefan Żeromski (tiếng Ba Lan: Muzeum Lat Szkolnych Stefana Żeromskiego) là một bảo tàng tọa lạc tại số 5 Phố John Paul II, 25-013 Kielce, Ba Lan. Bảo tàng là một chi nhánh của Bảo tàng Quốc gia ở Kielce.
Các bộ sưu tập của Bảo tàng Những năm học của Stefan Żeromski được trưng bày trong khuôn viên của một ngôi trường được xây dựng vào năm 1724, nhà văn Stefan Żeromski (1864-1925) từng theo học ở đây từ năm 1874 đến năm 1886.

## Lịch sử hình thành
Bảo tàng Những năm học của Stefan Żeromski được khánh thành vào ngày 28 tháng 6 năm 1965, theo khởi xướng của Aleksandra Zasuszanka Dobrowolska - người phụ trách Bảo tàng Świętokrzyski lúc bấy giờ (nay là Bảo tàng Quốc gia ở Kielce).

## Triển lãm
Mục tiêu hoạt động của Bảo tàng Những năm học của Stefan Żeromski là thu thập và triển lãm các hiện vật và kỷ vật có liên quan đến thời thanh niên và sự nghiệp của Stefan Żeromski. Các bộ sưu tập của Bảo tàng được giới thiệu trong một cuộc triển lãm thường trực chuyên đề tiểu sử.
Ngoài các hoạt động triển lãm, Bảo tàng Những năm học của Stefan Żeromski còn tổ chức các hoạt động giáo dục, chủ yếu dành cho trẻ em và thanh thiếu niên.